# Tullgarns naturreservat
Tullgarns naturreservat är ett naturreservat i Södertälje kommun i Stockholms län.  Reservatet har en areal på 670 hektar varav 345 ha är vattenområde. Reservatet bildades den 18 december 1984. I området ligger även två Natura 2000-område. 

## Beskrivning
Området i Södermanlands län kallas, som Natura 2000-område, Tullgarn södra, och området i Stockholms län kallas, som Natura 2000-område, Tullgarn öst. Området kännetecknas av rik förekomst av lövträd där de ädla lövträden överväger. Inom området finns marker av särskilt botaniskt intresse såsom lövlundar, beteshagar och vidsträckta betade strandängar. Floran i området gynnas genom att marken på sina håll är kalkpåverkad. Här finns även många intressanta svamparter. Tullgarns naturreservat är känt för sin rika fågelfauna. Under senare år har en vildsvinsstam etablerat sig inom området. 
Tullgarns naturreservat gränsar i norr och väster till Tullgarns naturvårdsområde (sedan 1999 naturreservat) och Tullgarns slottsområde. Genom naturreservatet sträcker sig en del av Sörmlandsleden.

### Panorama

Utsikt från Kasberget.Grillplats på toppen av Kasberget.